# MIMO (télécommunications)
Pour les articles homonymes, voir MIMO.
Multiple-Input Multiple-Output ou MIMO (« entrées multiples, sorties multiples » en français) est une technique  de multiplexage utilisée dans les radars, réseaux sans fil et les réseaux mobiles permettant des transferts de données à plus longue portée et avec un débit plus élevé qu’avec des antennes utilisant la technique SISO (Single-Input Single-Output).

Différences entre SISO, SIMO, MISO et MIMO.

Alors que les anciens réseaux Wi-Fi ou les réseaux GSM standards utilisent une seule antenne au niveau de l'émetteur et du récepteur, MIMO utilise plusieurs antennes tant au niveau de l'émetteur (par exemple un routeur) que du récepteur (par exemple un PC portable ou un smartphone).

## Historique
Un brevet sur une méthode de communication sans-fil utilisant des antennes multiples a été déposé en 1984 par M. Jack Winters pour le compte de Bell Labs.  En 1985, M. Jack Salz publia un article sur le MIMO basé sur les travaux de M. Winters. Par la suite, de 1986 à 1995, plusieurs auteurs ont rédigé des articles sur le sujet. En 1996, Greg Raleigh (en) et Gerard J. Foschini (en) ont inventé de nouvelles approches accroissant l’efficacité du MIMO. En 1999, Emre Telatar étendit la théorie de l'information aux systèmes multi-antennes.

## Variantes
Il existe plusieurs implémentations de MIMO qui diffèrent par la façon dont les données sont envoyées et par le nombre d'antennes utilisées au niveau de l'émetteur (généralement 2 à 8) ou du récepteur (2 à 4). Différents principes ont été mis en œuvre comme, en Wi-Fi avec le système de Beamforming d'Atheros, qui utilise deux antennes à l'émission et à la réception. Dans ces systèmes, les antennes d'émission sont alimentées par des signaux identiques, mais déphasés, de façon à concentrer l'énergie émise dans la direction du récepteur.
Bien que les différentes variantes de la technique MIMO n'étaient pas, à l'origine, liées à une norme, les produits Wi-Fi MIMO proposés dans le commerce sont compatibles avec la plupart des produits plus anciens conformes aux normes 802.11b (débit instantané : 11 Mb/s, portée : ~30 mètres, fréquence : 2,4 GHz) et 802.11a/802.11g (débit instantané : 54 Mb/s, portée : quelques dizaines de mètres, fréquences : 5 GHz ou 2,4 GHz), et ils peuvent coexister avec les produits compatibles avec les nouvelles normes Wi-Fi utilisant le MIMO : 802.11n et 802.11ac offrant un débit pouvant dépasser 1 Gb/s en mode MIMO 4x4.
Les débits Wi-Fi annoncés sont des maxima théoriques, les débits de transmission réels sont inférieurs et dépendent aussi du système de chiffrement utilisé pour protéger les données. La portée dépend aussi des obstacles situés entre l'émetteur et le récepteur et des interférences éventuelles venant des réseaux voisins.

## Principes
Les technologies MIMO utilisent des réseaux d'antennes à l'émission et/ou à la réception afin d'améliorer la qualité du rapport signal sur bruit (Signal-to-noise ratio ou SNR en anglais) et / ou le débit de transmission. Cela permet aussi de pouvoir diminuer le niveau d'émission des signaux radio afin de réduire la pollution électromagnétique environnante, mais aussi de prolonger l'autonomie des batteries dans le cas d'un téléphone.

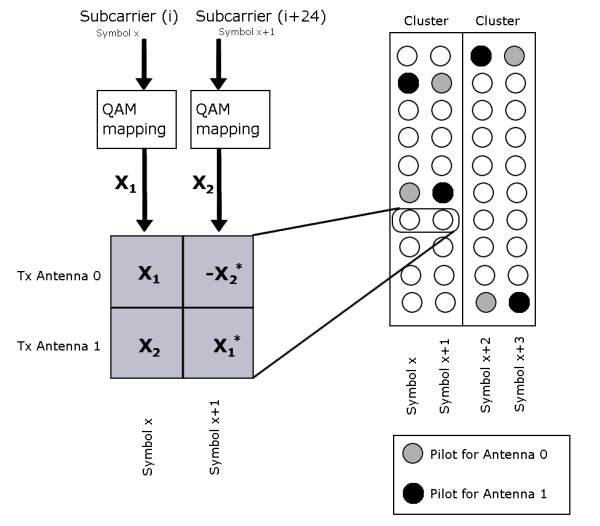
MIMO 2 antennes, diversité spatiale.

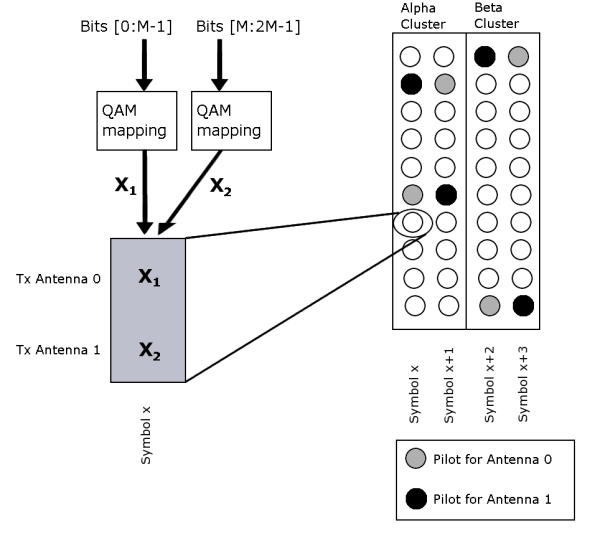
Multiplexage spatial : 2 flux de données émis au même instant, sur la même fréquence.

On peut considérer trois catégories principales de MIMO :
- la diversité spatiale MIMO : on transmet simultanément un même message sur différentes antennes à l'émission. Les signaux reçus sur chacune des antennes de réception sont ensuite remis en phase et sommés de façon cohérente. Une version simplifiée n'utilise le signal que d'une seule des antennes, celle qui reçoit le meilleur signal à un instant donné (antennes polarisées). Cela permet d'augmenter le ratio signal sur bruit (grâce au gain de diversité) de la transmission. Pour que cette technique soit efficace, il faut que les sous-canaux MIMO soient décorrélés (indépendants) les uns des autres.

- le multiplexage spatial MIMO : chaque message est découpé en sous-messages. On transmet simultanément les sous-messages différents sur chacune des antennes d'émission. Les signaux reçus sur les antennes de réception sont ré-assemblés pour reconstituer le message d'origine. Comme pour la diversité MIMO, les sous-canaux de propagation doivent être décorrélés. Le multiplexage MIMO permet d'augmenter les débits de transmission (grâce au gain de multiplexage). Les techniques de diversité et de multiplexage MIMO peuvent être appliquées conjointement. Par exemple pour un système MIMO 5 x 5 (c'est-à-dire 5 antennes d'émission et 5 antennes de réception), on peut configurer un sous-système MIMO 2 x 2 pour faire du multiplexage et un sous-système MIMO 3 x 3 pour faire de la diversité MIMO.

- le MIMO - Beamforming : on utilise le réseau d'antenne MIMO pour orienter et contrôler le faisceau d'onde radio (amplitude et phase du faisceau). On peut ainsi créer des lobes constructifs / destructifs et optimiser une transmission entre l'émetteur et la cible. Les techniques de beamforming permettent à la fois d'étendre une couverture radio (d'une station de base ou d'un point d'accès par exemple) et de limiter les interférences entre utilisateurs et la pollution électromagnétique environnante (en ciblant le récepteur visé).

On distingue aussi 2 variantes de MIMO selon le nombre d’utilisateurs recevant simultanément des données sur les mêmes porteuses :
- Le SU-MIMO (Single User), le plus courant, permet d'envoyer des données via les différentes antennes vers un seul utilisateur à un instant donné ; il impose d’avoir plusieurs antennes dans chaque récepteur. Ce mode permet d'atteindre un débit unitaire crête plus élevé.
- Le MU-MIMO (Multi User) permet de partager le débit radio et d'émettre des flux de données vers 2 (ou plusieurs) utilisateurs, avec par exemple 4 antennes en émission et 2 antennes dans chaque récepteur. Il utilise le mode « multiplexage spatial » et permet d’augmenter l’efficacité spectrale de la cellule radio (le débit global) sans imposer un nombre élevé d’antennes dans chaque terminal.

## Formalisme mathématique
On considère un système MIMO composé de {\displaystyle m_{t}} antennes à l'émission et de {\displaystyle m_{r}} antennes à la réception. On note {\displaystyle x} le vecteur de taille {\displaystyle m_{t}} contenant les symboles envoyés et {\displaystyle y} le vecteur contenant les  {\displaystyle m_{r}} symboles reçus. La relation  qui relie {\displaystyle x} et {\displaystyle y} s'écrit alors :{\displaystyle y=Hx+n}
Où {\displaystyle H} est la matrice du canal de taille {\displaystyle m_{r}\times m_{t}} et n est le vecteur de bruit. La capacité du canal MIMO s'écrit alors :{\displaystyle C=\log _{2}(\det(I_{m_{r}}+\rho HQH^{*}))}
Dans cette formule {\displaystyle I_{m_{r}}} est la matrice identité, {\displaystyle \rho } est le rapport signal sur bruit et Q est la matrice de corrélation des symboles émis. Lorsque l'émetteur n'a aucune connaissance du canal, la capacité maximale atteignable a pour expression :{\displaystyle C=\sum _{i=1}^{m_{t}}\log _{2}\left(1+{\frac {\rho }{m_{t}}}\lambda _{i}\right)}
{\displaystyle \lambda _{i}} sont les valeurs propres de la matrice {\displaystyle H^{*}H}
Lorsque l'émetteur connaît le canal, la capacité maximale possible est donnée par l'algorithme de water-filling.

## Utilisations
La technologie MIMO est principalement utilisée dans les normes : Wi-Fi (IEEE 802.11n, IEEE 802.11ac et IEEE 802.11ax), WiMax (IEEE 802.16e) et les normes de téléphonie mobile HSPA+, LTE, LTE Advanced et 5G.
La Freebox v5 HD, ADSL, de l'opérateur et FAI Free utilise la technique MIMO pour transmettre la vidéo HD (remplacée par une liaison CPL en janvier 2008) entre ses deux boîtiers, ainsi que pour la liaison avec les ordinateurs.

La Livebox d'Orange annoncée en mars 2016 utilise aussi du Wi-Fi en mode MIMO 4x4 pour connecter la box TV.